# اسپرینگ گاردن-تراورد، تگزاس
اسپرینگ گاردن-تراورد (به انگلیسی: Spring Garden-Terra Verde) یک منطقهٔ مسکونی در ایالات متحده آمریکا است که در شهرستان نویسس، تگزاس واقع شده‌است. اسپرینگ گاردن-تراورد ۷٫۸ کیلومتر مربع مساحت و ۶۹۳ نفر جمعیت دارد.